# Tour Marcel-Brot
Pour les articles homonymes, voir Brot.
La tour Marcel-Brot, également appelée tour des Coopérateurs, est un immeuble de bureaux de Nancy, construit à la fin des années 1960 sur les plans de Louis Fleck (d), pour servir de siège social à l'Union des coopérateurs de Lorraine (Coop), une ancienne coopérative de consommation. La tour est aujourd'hui labellisée Architecture contemporaine remarquable.

## Localisation et environnement
Le bâtiment est situé au numéro 1 de la rue Joseph-Cugnot, dans la zone d'activité Marcel-Brot au sud-est de la ville, non loin de la limite communale avec Jarville-la-Malgrange ; il est bordé par le canal de la Marne au Rhin, et le port de Bonsecours se trouve à proximité.
Le terrain avoisinant appartenait également aux Coopérateurs de Lorraine et s'étendait jusqu'à la rue Marcel-Brot (à l'est) et la rue Alfred-Krug (au nord), sur une superficie de 10 hectares ; une convention a été signée en 2003 entre Klépierre (Ségécé) et la Communauté urbaine du Grand Nancy pour y implanter un centre commercial et renforcer l'attractivité du quartier des Rives de Meurthe.

## Description
D'une surface de 9 000 m2, le bâtiment s'élève sur huit étages pour une hauteur de 38 mètres,.
Il est constitué de deux parties : une tour cubique, qui surmonte une épaisse plaque horizontale. Cette configuration, dite « socle / bloc », était en vogue à l'époque de sa construction,.
Les intérieurs d'origine, aujourd'hui disparus, étaient de Robert Anxionnat.

## Propriétaires successifs
Le bâtiment a été acquis en 2002 par Klépierre, qui l'a fait réhabiliter (notamment désamianter) par le cabinet d'architectes CVZ,, puis revendu en septembre 2005 pour 14 millions d'euros au CHU de Nancy, lequel y a installé des centres de formation. La Communauté urbaine du Grand Nancy y loue également des locaux.

## Récompenses
Cet édifice est labellisé « Patrimoine du XXe siècle ». Il a obtenu le prix de l'Équerre d'argent en 1970,.